# Marcel Monsberger
Marcel Michael Monsberger (* 12. März 2001) ist ein österreichischer Fußballspieler.

## Karriere

### Verein
Monsberger begann seine Karriere beim FC St. Michael 2008 wechselte er zum ASV St. Margarethen/Lavanttal. 2011 kam er in die Jugend des Wolfsberger AC, bei dem er später auch in der Akademie spielte.
Im März 2017 stand er gegen den SV Feldkirchen erstmals im Kader der viertklassigen Amateure. Nach dem Aufstieg dieser debütierte er im Juli 2017 in der Regionalliga, als er am ersten Spieltag der Saison 2017/18 gegen den USV Allerheiligen in der 71. Minute für Alexander Hofer eingewechselt wurde.
Im November 2017 stand er gegen den FC Admira Wacker Mödling schließlich zum ersten Mal im Kader der Profis. Sein Debüt in der Bundesliga gab er im März 2018, als er am 26. Spieltag jener Saison gegen den LASK in der 85. Minute Majeed Ashimeru ersetzte.
Zur Saison 2018/19 wechselte er zum Zweitligisten FC Juniors OÖ. In zweieinhalb Jahren bei den Juniors kam er zu 50 Einsätzen in der 2. Liga, in denen er drei Tore erzielte. Im Jänner 2021 wurde er an den Ligakonkurrenten SK Vorwärts Steyr verliehen. Bis zum Ende der Leihe kam er zu 16 Zweitligaeinsätzen, in denen er zwei Tore erzielte. Zur Saison 2021/22 wurde er an den ebenfalls zweitklassigen Floridsdorfer AC weiterverliehen. Für die Wiener absolvierte er in der Saison 2021/22 29 Zweitligapartien, in denen er sieben Tore erzielte, lediglich ein Spiel verpasste er gelbgesperrt. Im Juni 2022 wurde die Leihe um eine weitere Spielzeit verlängert. In der Saison 2022/23 verpasste er erneut nur eine Partie gesperrt und kam so auf 29 Einsätze, in denen er sechsmal traf.
Zum LASK kehrte er zur Saison 2023/24 allerdings nicht mehr zurück, sondern wechselte zum Zweitligisten SKU Amstetten. Für Amstetten absolvierte er 29 Zweitligapartien, in denen er fünfmal traf. Zur Saison 2024/25 wechselte er weiter innerhalb der 2. Liga zu Schwarz-Weiß Bregenz, wo er einen bis 2026 laufenden Vertrag erhielt. Für Bregenz kam er zu 29 Zweitligaeinsätzen, in denen er achtmal traf.
Zur Saison 2025/26 verließ er die Vorarlberger wieder und wechselte nach Liechtenstein zum Schweizer Zweitligisten FC Vaduz.

### Nationalmannschaft
Monsberger absolvierte im April 2017 sein erstes Spiel für eine österreichische Auswahl. Im August 2017 kam er gegen Finnland zu seinem ersten Einsatz für Österreichs U-17-Mannschaft und erzielte dabei auch sein erstes Tor für eine österreichische Auswahl.
Im September 2018 debütierte er gegen Rumänien für die U-18-Auswahl. Im September 2019 kam er gegen Lettland erstmals für die U-19-Mannschaft zum Einsatz.